# South Charlton
South Charlton – wieś w Anglii, w Northumberland, w dystrykcie (unitary authority) Northumberland, w civil parish Eglingham. Leży 6,7 km od miasta Alnwick, 56,3 km od miasta Newcastle upon Tyne i 454,3 km od Londynu. W 1951 roku civil parish liczyła 82 mieszkańców.